# Huracán Isaías
El huracán Isaías fue un huracán mortal de categoría 1 que causó daños generalizados en el Caribe y la costa este de Estados Unidos, incluido un gran brote de tornados que generó el tornado generado por el ciclón tropical más fuerte desde el huracán Rita en 2005. La novena tormenta nombrada y el segundo huracán de la temporada de huracanes del Atlántico de 2020, Isaías se originó a partir de una onda tropical vigorosa frente a la costa de África que fue identificada por primera vez por el Centro Nacional de Huracanes el 23 de julio. La onda tropical se volvió gradualmente más organizada y obtuvo vientos huracanados el 28 de julio, antes de organizarse en la tormenta tropical Isaías el 30 de julio. Isaías marcó la novena tormenta con nombre más temprana registrada, superando en ocho días al huracán Irene de 2005. Isaías se fortaleció hasta convertirse en un huracán de categoría 1 al día siguiente, alcanzando una intensidad máxima de 150 km/h (90 mph) y una presión central mínima de 986 mbar (hPa; 29,11 inHg). El 1 de agosto, la tormenta tocó tierra en North Andros, Bahamas y posteriormente se debilitó a una tormenta tropical, antes de ser paralela a la costa este de Florida y Georgia. Cuando Isaías se acercó a la costa de Carolina, se volvió a intensificar en un huracán poco antes de tocar tierra cerca de Ocean Isle Beach, Carolina del Norte, a las 03:10 UTC del 4 de agosto. La tormenta procedió a acelerar la costa este de Estados Unidos como un fuerte tormenta tropical, antes de convertirse en un ciclón extratropical sobre Quebec el 5 de agosto. El remanente extratropical de Isaías persistió un poco más, antes de disiparse más tarde ese día.
Se emitieron numerosas alertas y advertencias de tormenta tropical, así como alertas de huracanes y advertencias de huracanes para las Antillas Menores, las Antillas Mayores, las Bahamas, Cuba y la costa este de Estados Unidos. Isaías impactó partes del Caribe oriental y causó daños importantes en el este de Estados Unidos. Se informaron devastadores daños por inundaciones y vientos en Puerto Rico y República Dominicana, con muchas ciudades sin electricidad ni agua potable. Los árboles y las líneas eléctricas fueron derribados en gran parte del este de los Estados Unidos, con más de 3 millones de cortes de energía reportados, casi la mitad de ellos en Nueva Jersey. Isaías fue el segundo ciclón tropical que afectó a los estados del noreste en un lapso de tres semanas después de la tormenta tropical Fay a principios de julio. Muchas personas se quedaron sin electricidad durante días después de la tormenta en Nueva York y Connecticut, lo que llevó a investigaciones sobre compañías de energía y electricidad. Diecisiete personas murieron en incidentes relacionados con tormentas: catorce en los Estados Unidos contiguos, dos en la República Dominicana y una en Puerto Rico. En general, el huracán Isaias causó daños por más de $ 4.8 mil millones (2020 USD), lo que lo convierte en el ciclón tropical más costoso que ha afectado al noreste de Estados Unidos desde el huracán Sandy en 2012. El nombre "Isaías" fue difícil de pronunciar, por lo que muchos meteorólogos y residentes de las áreas afectadas lo dijeron incorrectamente.

## Historia meteorológica

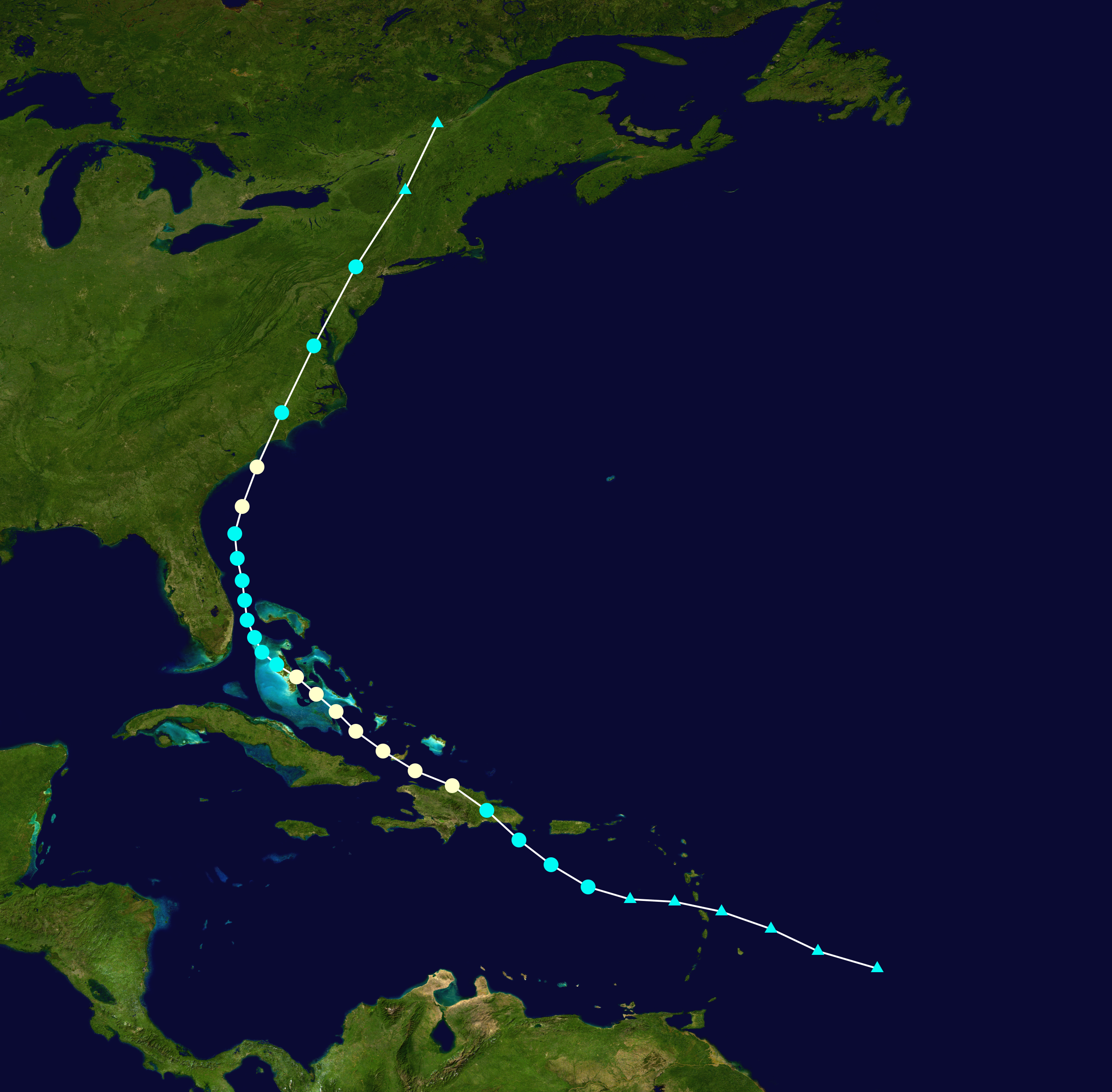
Mapa que traza la trayectoria y la intensidad de la tormenta, de acuerdo con la escala de huracanes de Saffir-Simpson

El Centro Nacional de Huracanes (NHC) comenzó a rastrear una vigorosa onda tropical frente a la costa oeste de África el 23 de julio de 2020. La ola se organizó gradualmente y se definió mejor, desarrollando una amplia zona de baja presión. Aunque la circulación era amplia y desorganizada, la convección continuó aumentando sobre el sistema, y el sistema obtuvo vientos huracanados el 28 de julio. Aunque el sistema todavía carecía de un centro bien definido, una amenaza inminente de ciclonegénesis tropical y tormenta tropical y los vientos en áreas terrestres motivaron su designación como potencial ciclón tropical nueve a las 15:00 UTC del 28 de julio. El sistema se trasladó al sur de Dominica el 29 de julio, y a las 00:00 UTC del día siguiente, el sistema se organizó lo suficiente como para convertirse en un ciclón tropical. Debido a que su perturbación precursora ya tenía vientos huracanados, fue inmediatamente declarada tormenta tropical y se le dio el nombre de Isaías. Cuando se desarrolló la tormenta tropical Isaías, se convirtió en la novena tormenta con nombre más antigua registrada, rompiendo el récord del huracán Irene en 2005 por ocho días. Isaías continuó fortaleciéndose después de alcanzar el estado de tormenta tropical a medida que pasaba el día moviéndose generalmente hacia el noroeste pasando al sur de Puerto Rico, a medida que se acercaba a República Dominicana. A las 16:15 UTC de ese día, Isaías tocó tierra cerca de San Pedro de Macorís, República Dominicana  con vientos sostenidos de 1 minuto de 100 km/h (65 mph) y una presión central de 1002 mbar. Contrariamente a las predicciones de los meteorólogos, el terreno montañoso de La Española no debilitó la tormenta, ya que el sistema tenía una amplia circulación y desarrolló un nuevo centro de baja presión al norte de la isla, manteniendo así su intensidad y fortaleciéndose un poco más.

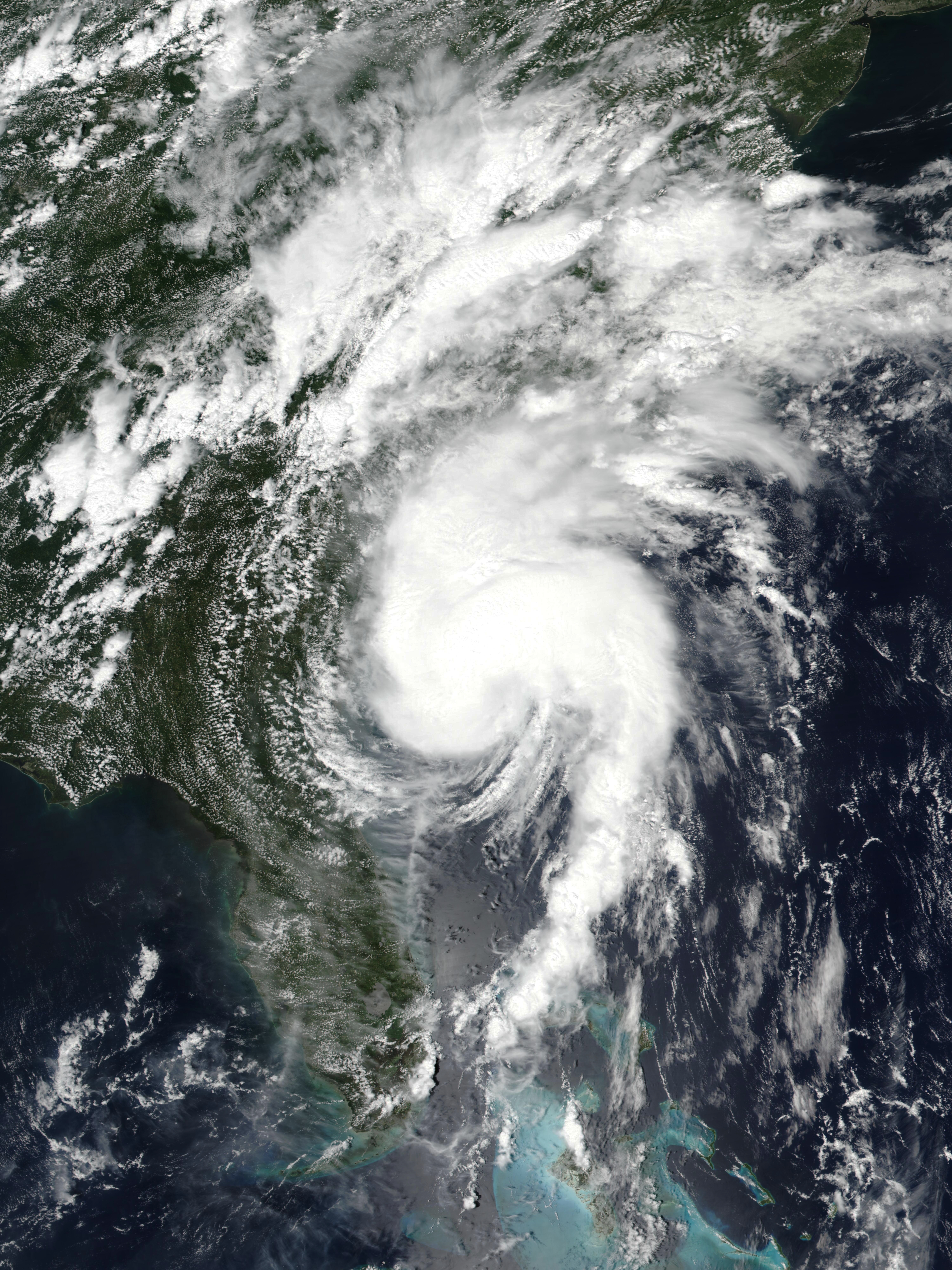
Isaías se vuelve a intensificar a huracán cerca de las Carolinas el 3 de agosto de 2020

Durante las últimas horas de ese día, Isaias continuó intensificándose sobre tierra dominicana y a las 00:00 UTC del 31 de julio, cuando apenas entró en el mar, al norte de La Española se convirtió en un huracán. Mar adentro, Isaías siguió intensificándose y tocó tierra en Gran Inagua, Bahamas a las 09:00 UTC del 31 de julio con vientos de 130 km/h (80 mph) y una presión central de 990 mbar. Después de tocar tierra la tormenta se debilitó un poco debido a la cizalladura del viento del suroeste de moderada a fuerte y el a arrastre de aire seco provocó que el centro de circulación de bajo nivel (LLCC) quedara expuesto cerca del borde occidental de la convección. Después de una breve tendencia de debilitamiento, Isaías comenzó a intensificarse nuevamente, con un disparo de convección profunda sobre el centro expuesto y una característica ocular formándose en el radar de las Bahamas. Más tarde esa noche, los datos de otro avión de reconocimiento de cazadores de huracanes confirmaron una pared del ojo cerrada y una presión central mínima más baja de 987 mbar (29,15 inHg). A las 13:00 UTC del 1 de agosto, Isaías tocó tierra por tercera vez en el norte de la isla Andros, Bahamas, con vientos de 130 km/h (80 mph) y una presión de 987 mbar. La interacción con la tierra y los efectos continuos de la cizalladura del viento y el aire seco continuaron debilitando el sistema, e Isaías cayó por debajo de la fuerza de huracán a las 18:00 UTC de ese día, ya que su centro quedó completamente desprovisto de convección, aunque se formó una gran explosión de convección sobre el centro en breve. después de que retrocediera sobre el agua.
A medida que la tormenta se acercaba al sureste de Florida, se formó una fuerte circulación de nivel medio justo al noreste del centro de circulación de nivel bajo, generando una intensa convección principalmente al norte y al este del LLCC. Luego, la tormenta fue paralela a la costa este de Florida y Georgia, con vientos que fluctuaron entre 65 y 70 millas por hora (100-110 km/h). A medida que la tormenta giraba hacia el noreste, entró en un entorno más favorable para el fortalecimiento, con la cizalladura del viento relajándose lo suficiente como para permitir que la tormenta recuperara una convección intensa. La tormenta comenzó a reintensificarse rápidamente, recuperando el estado de huracán a las 18:00 UTC del 3 de agosto, antes de alcanzar una intensidad máxima secundaria, con vientos sostenidos de 1 minuto de 90 mph (150 km/h) y una presión central mínima de 986 mbar (29,11 inHg). A las 03:10 UTC del 4 de agosto, el huracán tocó tierra cerca de Ocean Isle Beach, Carolina del Norte en su máxima intensidad con vientos de 150 km/h (90 mph) y una presión de 986 mbar. Con su llegada a tierra, Isaías se convirtió en la quinta tormenta con nombre más antigua en tocar tierra en los Estados Unidos. El récord anterior de la quinta tormenta más temprana en tocar tierra en Estados Unidos fue el 18 de agosto, establecido durante la temporada de 1916. Después de tocar tierra, Isaías continuó acelerándose y se debilitó rápidamente, cayendo por debajo del estado de huracán a las 06:00 UTC de ese día sobre Carolina del Norte. Isaías se movió rápidamente hacia el noreste, cruzando Virginia, Maryland, Pensilvania, Nueva Jersey y luego hacia Nueva York. El sistema perdió características tropicales al fusionarse con un frente frío hacia el oeste, volviéndose extratropical cerca de las 00:00 UTC del 5 de agosto, sobre Vermont, Estados Unidos, y el Centro Nacional de Huracanes (NHC) suspendió las advertencias sobre la tormenta a las 09:00 UTC. Posteriormente, el remanente extratropical de Isaías se trasladó hacia el noroeste, antes de girar hacia el este el 6 de agosto. Más tarde ese día, el centro de baja presión de Isaías se dividió en dos mínimos separados, y el mínimo más nuevo hacia el este absorbió el mínimo original poco después.

## Preparaciones

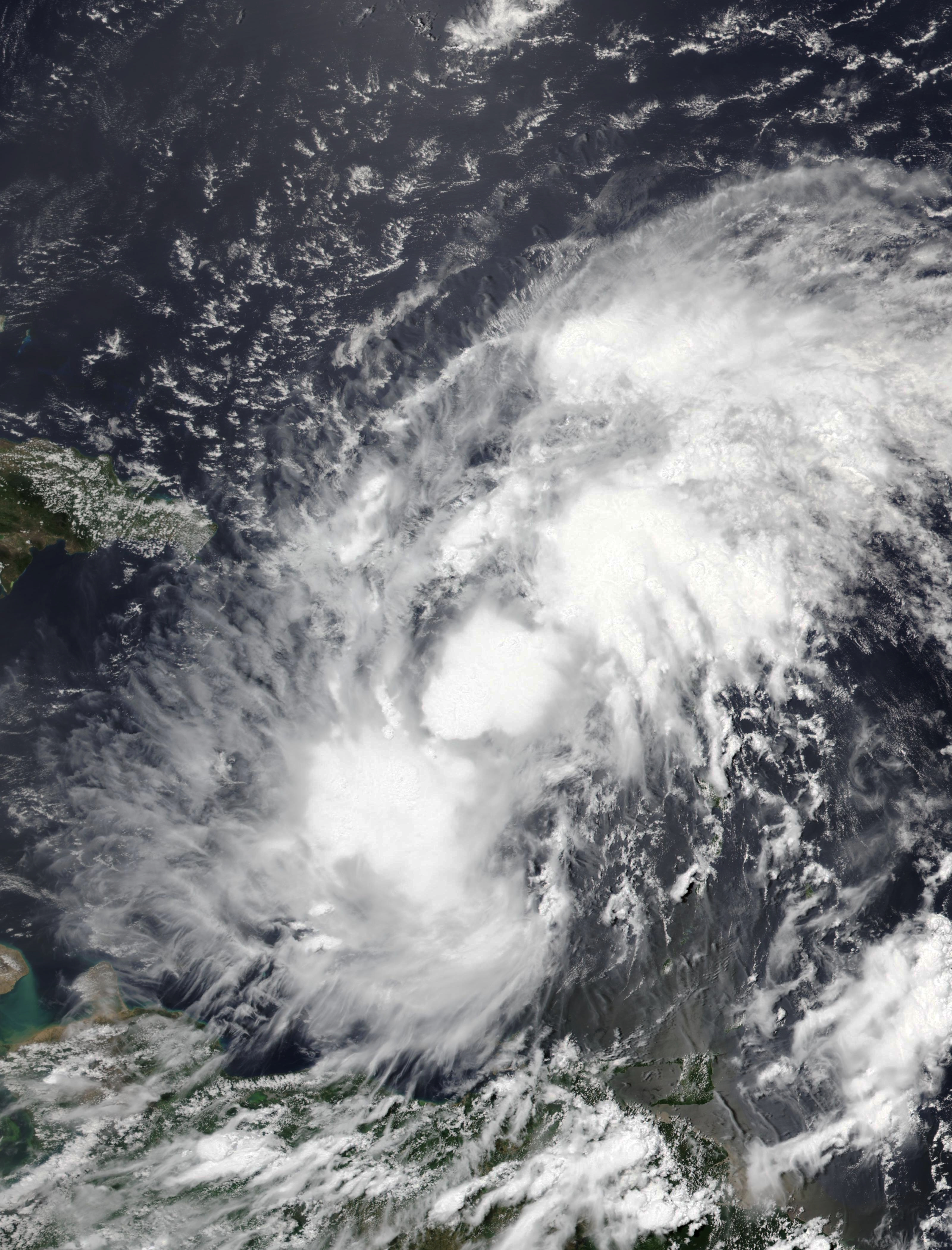
Posible ciclón tropical potencial Nueve sobre las Islas de Barlovento el 29 de julio de 2020

Se emitieron numerosas alertas y advertencias de tormentas tropicales, huracanes y marejadas ciclónicas para las áreas en el camino de Isaías.

### Caribe
Las primeras alertas y advertencias de tormenta tropical se publicaron para Puerto Rico, las Islas Vírgenes, las Islas de Sotavento, la República Dominicana y Haití cuando el sistema fue designado como ciclón tropical potencial Nueve.

### Bahamas
Con el sistema acercándose y fortaleciéndose, se publicaron advertencias de huracán para el noroeste de Bahamas a las 00:00 UTC del 31 de julio. La repentina actualización al estado de huracán hizo que todas las Bahamas recibieran advertencias de huracán a las 03:40 UTC.
Las personas que viven en las islas Ábaco y Gran Bahama fueron evacuadas antes de la tormenta. Muchos de los ciudadanos todavía vivían en estructuras temporales debido a los daños causados por el huracán Dorian en 2019. Muchas de las estructuras eran débiles y podrían ser fácilmente destruidas por tormentas tropicales y vientos huracanados. El departamento de meteorología de las Bahamas aconsejó a los ciudadanos que se "refugiaran". El gobierno de las Bahamas levantó el bloqueo de COVID-19 instituido para controlar el virus antes de la tormenta para que las personas pudieran viajar libremente a lugares más seguros. Se abrieron refugios en islas más grandes en la cadena de islas, y las personas en islas más pequeñas y menos pobladas tuvieron que viajar para llegar a un refugio. Bahamas Power and Light cortó la electricidad en áreas con alto riesgo de inundaciones en New Providence, la isla más poblada de las Bahamas, hasta que fue seguro volver a energizarse.

### Estados Unidos

#### Sureste
Las alertas de tormenta tropical se iniciaron por primera vez en el sureste de Florida a las 21:00 UTC del 30 de julio, con más alertas y advertencias a medida que la tormenta se acercaba. Las advertencias de huracán se emitieron a medida que se acercaba la tormenta, pero se degradaron a advertencias de tormenta tropical cuando la tormenta se debilitó. Se emitieron advertencias de huracán para áreas cercanas a la frontera entre Carolina del Sur y Carolina del Norte después de que se pronosticara que la tormenta alcanzaría el estado de huracán mínimo nuevamente justo antes de tocar tierra. En un momento dado, las alertas y advertencias de tormenta tropical se extendieron a más de 1,000 millas desde Florida hasta Maine. También se emitieron alertas de tornado en el noreste de Carolina del Sur y el este de Carolina del Norte. Anticipándose a la tormenta, el estado de Florida cerró los sitios de prueba de COVID-19 el 30 de julio debido a los posibles impactos de Isaías. Al día siguiente, el gobernador de Florida, Ron DeSantis, declaró el estado de emergencia para la costa este de Florida antes que Isaías.
En Georgia, las playas se cerraron y el Distrito de Salud de la Costa suspendió todas las operaciones. El puente Sidney Lanier en el condado de Glynn se cerró a las 6 a. m. del 3 de agosto cuando se acercaba la tormenta. El puente Talmadge Memorial de Savannah también estaba programado para cerrar a las 2 p. m. ese día, pero permaneció abierto. Se planearon inspecciones para ambos puentes después de que pasó la tormenta. El 31 de julio, el gobernador de Carolina del Norte, Roy Cooper, declaró el estado de emergencia antes de la tormenta. Ese mismo día se emitió una evacuación obligatoria de la isla Ocracoke, Carolina del Norte.

#### Atlántico medio
Se emitieron avisos y advertencias de tormenta tropical, así como avisos de inundaciones y un aviso de tornado, cuando Isaías se acercó a la región. En Maryland, se anunciaron varios cierres para el 4 de agosto debido al paso de la tormenta, incluido el zoológico de Maryland. Todas las pruebas de coronavirus se detuvieron y varios condados pospusieron la recolección de basura. También se entregaron sacos de arena gratis a los residentes de Baltimore y algunos estacionamientos de la ciudad permitieron que los autos se guardaran en ellos durante la tormenta también sin cargo.

#### Noreste
Justo antes de que llegara la tormenta, se emitió un estado de emergencia para todo el estado de Nueva Jersey. El alcalde de la ciudad de Nueva York, Bill de Blasio, declaró en una conferencia de prensa el 31 de julio que la ciudad estaría monitoreando la tormenta, pero que las proyecciones parecían "bastante favorables". El 2 de agosto, en una llamada de prensa con reporteros, el gobernador de Nueva York, Andrew Cuomo, dijo, junto con un comunicado de prensa de la Administración de Emergencias de la Ciudad de Nueva York, que los modelos mostraban a Isaías golpeando el área de Nueva York y Long Island  con vientos sostenidos de 50 a 65 mph. y de 3 a 6 pulgadas de lluvia para el martes 4 de agosto. El 3 de agosto, el Servicio Meteorológico Nacional emitió una advertencia de tormenta tropical para la ciudad de Nueva York, y la Administración de Emergencias emitió un aviso de viaje esa noche, indicando que la tormenta más fuerte sería de 12 p. m. a 2 p. m. (EST) el 4 de agosto. En la mañana del 4 de agosto, se emitió una alerta de tornado para la ciudad de Nueva York, Long Island, Nueva Jersey y una parte de Connecticut.
Se emitieron alertas de tormenta tropical para los estados de Nueva Inglaterra cuando la tormenta comenzó a ascender por la costa de Florida antes de convertirse en advertencias a medida que la tormenta se aceleraba hacia la región. También se emitió una alerta de tornado para el sur de Nueva Inglaterra en la mañana del 4 de agosto. También se emitieron alertas de inundaciones para las partes occidentales de la región.

### Canadá

#### Quebec
En la mañana del 4 de agosto, el Centro de Pronóstico de Huracanes de Environment Canada estimó que Isaías, como tormenta postropical, pasaría por Montérégie y los Cantons-de-l'Est por la noche y llegaría a la región de Quebec el miércoles por la mañana. Se esperaban 30-50 milímetros (1-2 pulgadas) de lluvia.

## Impactos
| Territorios    | Territorios          | Fallecimientos | Daños (2020 USD)  | Ref                  |
| -------------- | -------------------- | -------------- | ----------------- | -------------------- |
| Caribe         | Antillas Menores     | 0              | ≥1.3 mil millones | [ 54 ]               |
| Caribe         | República Dominicana | 2              | ≥1.3 mil millones | [ 55 ] [ 56 ]        |
| Caribe         | Bahamas              | 0              | ≥1.3 mil millones | [ 57 ]               |
| Caribe         | Puerto Rico          | 1              | ≥1.3 mil millones | [ 58 ] [ 59 ] [ 60 ] |
| Estados Unidos | Florida              | 0              | ≥3.5 mil millones | [ 61 ]               |
| Estados Unidos | Carolina del Sur     | 1              | ≥3.5 mil millones |                      |
| Estados Unidos | Carolina del Norte   | 4              | ≥3.5 mil millones | [ 62 ] [ 63 ] [ 64 ] |
| Estados Unidos | Virginia             | 0              | ≥3.5 mil millones | [ 65 ]               |
| Estados Unidos | Maryland             | 1              | ≥3.5 mil millones | [ 66 ]               |
| Estados Unidos | Delaware             | 1              | ≥3.5 mil millones | [ 67 ] [ 68 ]        |
| Estados Unidos | Pensilvania          | 2              | ≥3.5 mil millones | [ 69 ] [ 70 ]        |
| Estados Unidos | Nueva Jersey         | 2              | ≥3.5 mil millones | [ 71 ] [ 72 ]        |
| Estados Unidos | Nueva York           | 1              | ≥3.5 mil millones | [ 73 ]               |
| Estados Unidos | Connecticut          | 1              | ≥3.5 mil millones | [ 74 ]               |
| Estados Unidos | Nuevo Hampshire      | 1              | ≥3.5 mil millones | [ 75 ]               |
| Canadá         | Canadá               | 0              | Mínima            |                      |
| Totales:       | Totales:             | 17             | ≥4.8 mil millones | [ 3 ]                |

### Caribe
La mayoría de las islas del Caribe padecían sequías de moderadas a severas debido a una primavera inusualmente seca y principios del verano. La sequía fue particularmente severa en Puerto Rico y República Dominicana, y el gobernador de Puerto Rico declaró el estado de emergencia a fines de junio y ordenó el racionamiento del agua, sometiendo a los residentes de las áreas afectadas a cortes de agua las 24 horas cada dos días. Las fuertes lluvias de Isaías y su perturbación precursora aliviaron la sequía en muchas áreas del Caribe.

#### Antillas Menores
El precursor de Isaías trajo malas condiciones a las Islas de Barlovento. Las precipitaciones alcanzaron un máximo de 3,13 pulgadas (8,0 cm) en la ciudad de Salisbury, en la isla de Dominica.

### Antillas Mayores

#### Puerto Rico

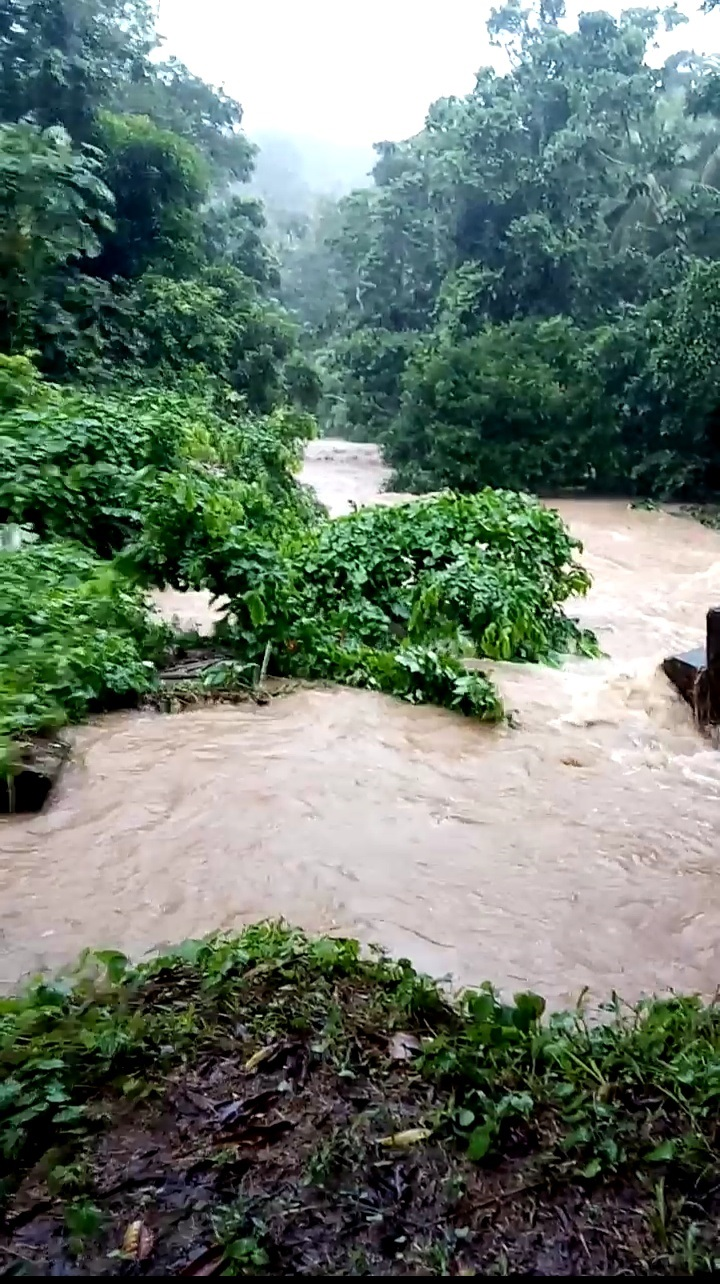
Río Pitahaya en Luquillo, un municipio al norte de Puerto Rico, el 1 de agosto de 2020 luego de ser inundado por las lluvias de Isaías.

En Puerto Rico, cerca de 448.000 personas y 23 hospitales se quedaron sin electricidad y unas 150.000 personas perdieron el servicio de agua debido a apagones eléctricos y tomas bloqueadas. Toda la ciudad de Yauco no tenía electricidad, y todos los caminos que conducían al pueblo estaban inundados o bloqueados por árboles caídos. Muchos pueblos circundantes en el este de Puerto Rico tampoco tenían agua potable ni electricidad debido a la falta de acceso a las áreas dañadas. Se abrieron tres compuertas en la presa del embalse Carraízo en Trujillo Alto, Puerto Rico, debido a la escorrentía de Isaías. Una mujer fue arrastrada por un río en Rincón, Puerto Rico mientras cruzaba un puente debido a las fuertes lluvias; la encontraron muerta dos días después. Debido a los extensos daños, el presidente Donald Trump aprobó una solicitud de declaración de emergencia de la gobernadora de Puerto Rico, Wanda Vázquez Garced. Mayagüez, uno de los municipios más afectados, sufrió daños que superaron los $13 millones. Los daños a la agricultura en todo el territorio alcanzaron los 47,5 millones de dólares.

#### República Dominicana
Una persona murió en la provincia de El Seibo, en República Dominicana, cuando un cable eléctrico cayó sobre su caballo a unos metros de él, matándolo a él y al animal. Un niño de 5 años también murió cuando un árbol cayó y aplastó su casa en Altamira en la provincia de Puerto Plata. Se informó de inundaciones generalizadas en Hato Mayor del Rey, una ciudad de 70.000 habitantes.

#### Haití
La tormenta tuvo efectos limitados en el vecino Haití y se reportaron daños en algunas casas y cultivos.

### Bahamas
Isaías pasó sobre las Bahamas del 31 de julio al 1 de agosto, golpeando algunas áreas que aún se recuperan de la devastación del huracán Dorian un año antes. Los vientos con fuerza de tormenta tropical y las fuertes lluvias dañaron techos y derribaron árboles. Las evaluaciones iniciales de daños comenzaron el 2 de agosto, con informes que indicaban que los daños en las islas Berry y Andros fueron en general menores.

### Estados Unidos
Isaías causó más de 2.7 millones de cortes de energía a lo largo de la costa este, y casi la mitad de ellos ocurrieron en Nueva Jersey. Además, se emitieron 109 advertencias de tornados en 12 estados con 36 tornados aterrizando, ocho de los cuales fueron significativos (EF2 +).

#### Florida
Las bandas de lluvia exteriores de Isaías comenzaron a impactar la Península de Florida el 1 de agosto, trayendo ráfagas de viento, fuertes lluvias e inundaciones al área. Hubo algunos informes de cortes de energía debido a líneas eléctricas caídas, pero los daños fueron en su mayoría menores y mucho menores de lo esperado originalmente debido a un Isaías debilitado.

#### Las Carolinas

El huracán Isaias toca tierra cerca de Ocean Isle Beach como se ve en el radar meteorológico.

El huracán Isaías generó la tercera marea alta más alta jamás registrada en Myrtle Beach, Carolina del Sur y árboles y líneas eléctricas fueron derribadas en Myrtle Grove, Carolina del Norte, por la pared del ojo norte que se formaba rápidamente cuando la tormenta llegó a la costa. Solo en North Myrtle Beach, 483 propiedades sufrieron daños; las pérdidas superaron los $ 2,4 millones en la ciudad. A lo largo de las Carolinas, más de 400.000 personas se quedaron sin electricidad en el punto álgido de la tormenta, principalmente en Carolina del Norte. Se infligieron graves daños a varias casas en Oak Island y Ocean Isle Beach, Carolina del Norte, incluidas tres que fueron destruidas en esta última comunidad por un gran incendio. Los daños en Holden Beach solo superaron los $40 millones. Al menos 109 crías de tortugas marinas fueron encontradas muertas en North Myrtle Beach, Carolina del Sur, luego de que la tormenta tocó tierra. Un hombre de 76 años se ahogó en Carolina del Sur en aguas revueltos al lado del litoral mientras intentaba rescatar a un nadador.
Los perfiles de cizalla favorables también llevaron a advertencias generalizadas de tornados con 14 tornados aterrizando. El 3 de agosto, una tromba marina llegó a la costa y golpeó a Bald Head Island y Southport, Carolina del Norte, causando daños importantes al EF2. Más tarde, otra tromba marina tocó tierra en Garden City Beach, Carolina del Sur como un tornado EF0, hiriendo a uno. A principios del 4 de agosto, un gran tornado EF3 arrasó un parque de casas móviles al sur de Windsor, Carolina del Norte, matando a dos e hiriendo a 14. Este fue el tornado más fuerte generado por un ciclón tropical desde que el huracán Rita generó un tornado F3 en Clayton, Luisiana, en 24 de septiembre de 2005. Un tornado EF0 cerca de la Universidad de Chowan en Murfreesboro, Carolina del Norte generó un enorme TDS, lo que provocó una rara advertencia de tornado PDS.

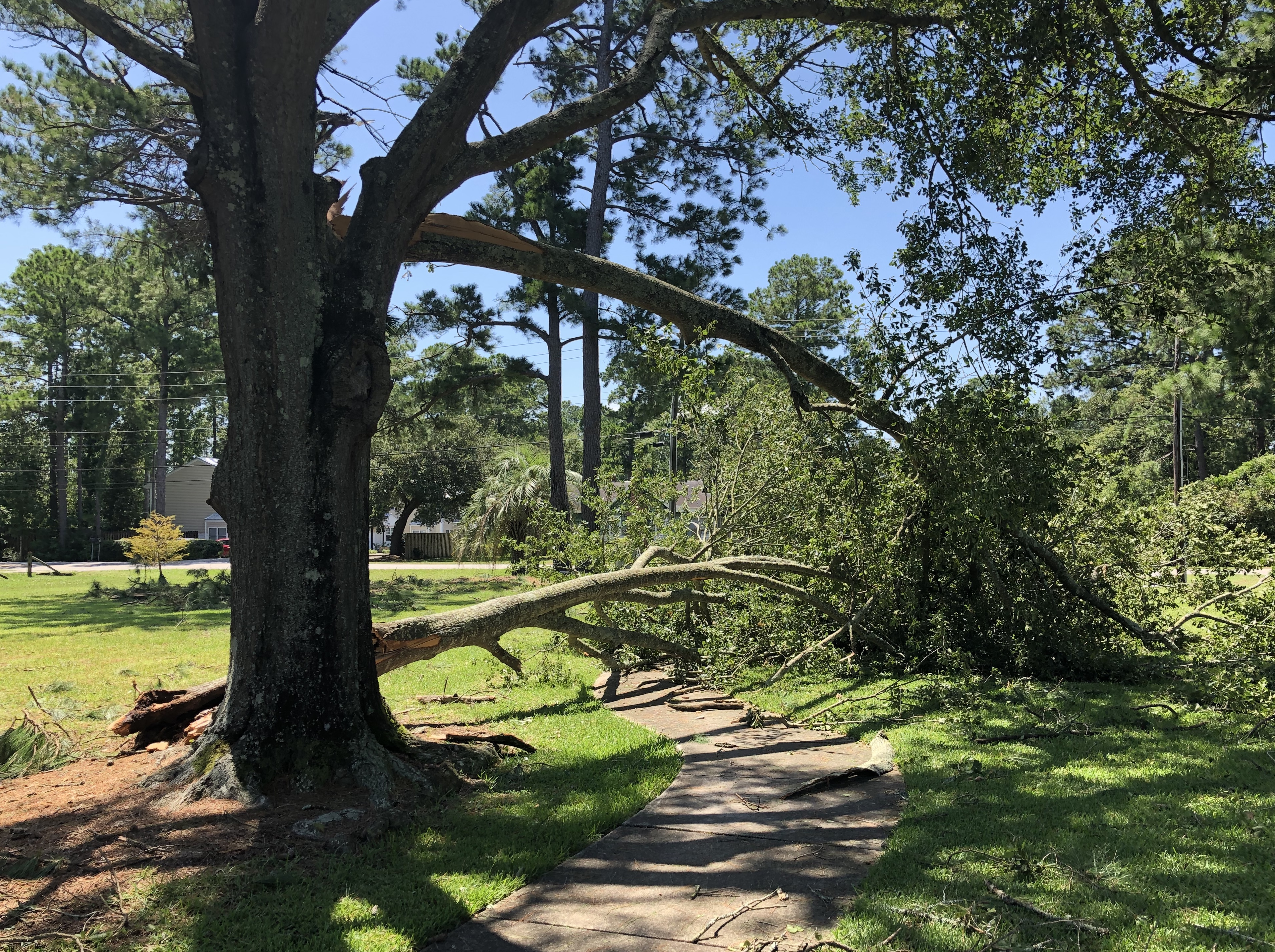
Árbol derribado por Isaías en Wilmington en Carolina del Norte

Isaías provocó indirectamente la muerte de dos personas en Wilmington, Carolina del Norte, el 5 de agosto. Ambos hombres estaban limpiando escombros cuando un rayo de una tormenta eléctrica los golpeó y los mató.

#### Atlántico Medio
En Virginia y Maryland, Isaías dejó a unas 400.000 personas sin electricidad. Casi 100.000 residencias se quedaron sin electricidad en Delaware. Una persona murió después de que un árbol cayera sobre su vehículo en movimiento en el condado de St. Mary, Maryland. Una mujer en Milford, Delaware, murió cuando la rama de un árbol la golpeó mientras inspeccionaba los daños. Los fuertes vientos volcaron tres remolques de tractor a lo largo del puente de la Ruta 50 de los Estados Unidos sobre el río Choptank en Cambridge, Maryland. Los vientos de la tormenta causaron daños en el techo y derribaron árboles y cables en Ocean City, Maryland. En los pueblos costeros de Delaware en el condado de Sussex, los vientos de la tormenta derribaron árboles, letreros y cables. Los daños a las playas fueron mínimos. La tormenta causó fuertes daños por el viento en casas, árboles y cercas en un vecindario en Bear, Delaware.
Se emitieron múltiples advertencias de tornados en Virginia, Maryland y Delaware, incluida una para una tormenta que se movió directamente a través de Hampton Roads, con 15 tornados en toda la región. Un tornado EF2 causó daños importantes en Courtland, Virginia, mientras que los tornados EF0 y EF1 azotaron el centro de Suffolk, Virginia. Los dos últimos tornados dañaron o destruyeron 110 estructuras en Suffolk con pérdidas estimadas en $2.2 millones. Alrededor del amanecer, un tornado EF2 de alta gama causó daños considerables en Palmer y Kilmarnock, Virginia, hiriendo a cinco. Cuando ese tornado se disipó alrededor de las 6:00 AM, otro tornado EF2 golpeó Mardela Springs, Maryland, derribando varios árboles y levantando una casa de sus cimientos. Otro tornado EF2 aterrizó en George Island Landing, Maryland, alrededor de las 7:20 AM, destruyendo varios gallineros. Un tornado EF2 de gama baja adicional viajó a lo largo de una pista de 35,5 millas (57,1 km) a través de los condados de Kent y New Castle en Delaware. Este tornado azotó Dover alrededor de las 9:00 AM, causando daños significativos a árboles y edificios. A una escuela secundaria en Dover le arrancaron partes del techo, las calles se inundaron y se reportaron cortes de energía, con un estado de emergencia declarado en la ciudad. Este fue el tornado más largo jamás documentado en el estado de Delaware, rompiendo el récord anterior de 18 millas. Un árbol cayó sobre una casa en Smyrna. El tornado también causó daños a viviendas en Middletown. La tormenta también produjo un tornado EF0 en Queenstown, Maryland, y un tornado EF1 en Sandtown, Delaware. En todo el estado de Delaware, se estima que los daños superan los 20 millones de dólares.

#### Pensilvania

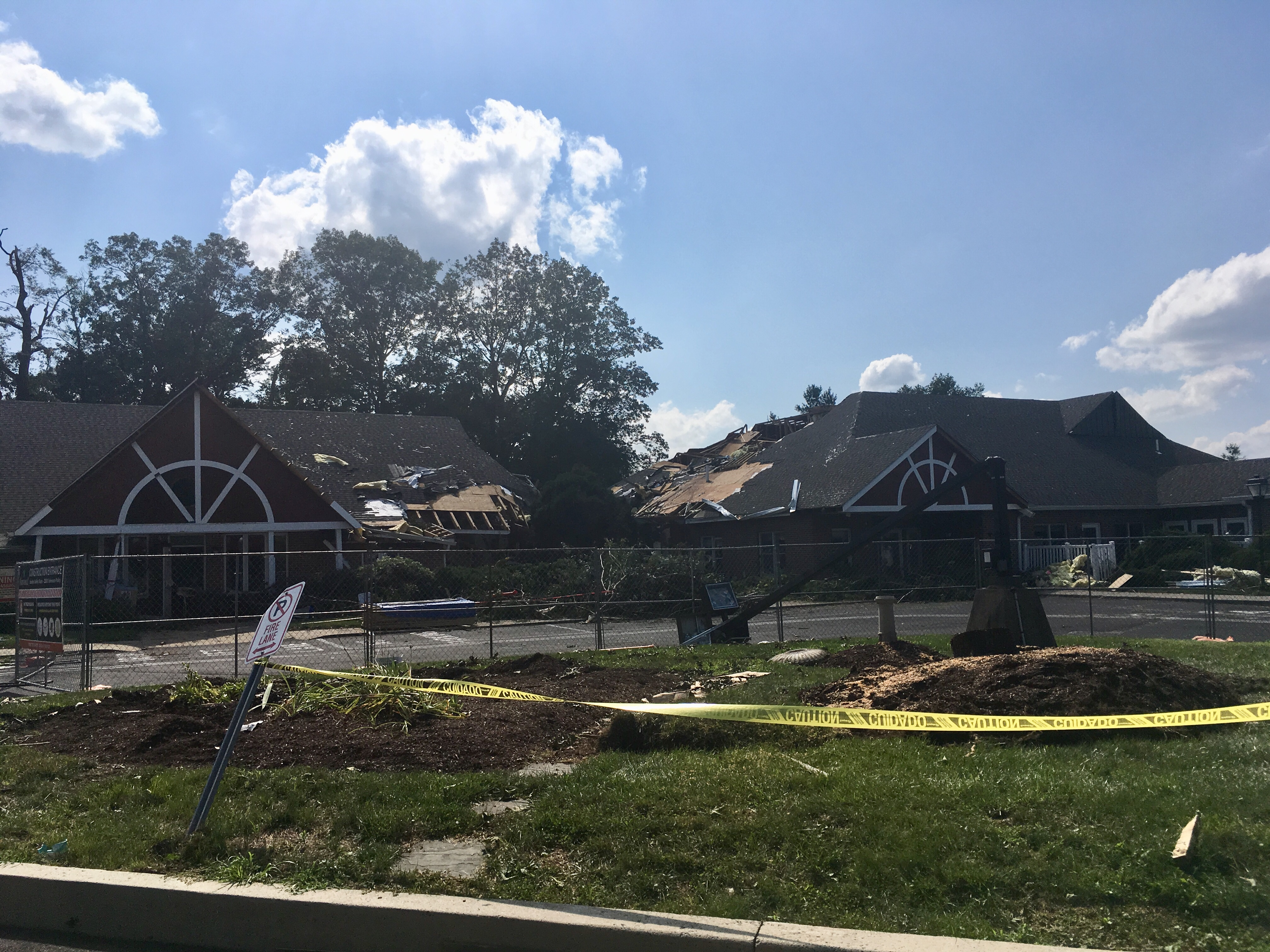
Daño de un tornado EF2 generado por Isaias en Doylestown en Pensilvania

En Pensilvania, se produjeron inundaciones generalizadas en el área metropolitana de Filadelfia. Las rampas de entrada y salida de la Interestatal 95 en Broad Street se cerraron debido a las inundaciones. Se realizaron rescates acuáticos en Belmont Hills y Chadds Ford. En Prospect Park, se produjeron inundaciones a lo largo de Lincoln Avenue. El arroyo Perkiomen en Graterford, Pensilvania alcanzó una altura récord de 5,9 m (19,4 pies), con calles inundadas en Collegeville, Pensilvania. La tormenta provocó inundaciones a lo largo del río Schuylkill en el vecindario Manayunk de Filadelfia, y los residentes de un complejo de apartamentos fueron evacuados. Una barcaza no asegurada a lo largo del río Schuylkill en Filadelfia se desprendió de las inundaciones causadas por la tormenta y golpeó el puente Vine Street Expressway Bridge que lleva a la Interestatal 676 a través del río, lo que provocó el cierre de una parte de la Interestatal 676 y la suspensión del servicio de trenes regionales SEPTA. Una mujer de 44 años murió cuando su vehículo fue arrastrado río abajo en un área inundada de Upper Saucon Township y un niño fue encontrado muerto en Towamencin Township, Pensilvania, luego de desaparecer durante el apogeo de la tormenta. Se confirmó un tornado EF0 en Worcester Township, Pensilvania, mientras que un tornado EF2 atravesó los condados de Filadelfia y Bucks a lo largo de un camino desde el noreste de Filadelfia hasta Doylestown. Este tornado causó daños a edificios y árboles cerca del centro comercial Philadelphia Mills y causó daños significativos y cortes de energía en Doylestown, donde los autos se volcaron y el techo fue arrancado de una guardería en el Hospital Doylestown.

#### Nueva Jersey y Nueva York

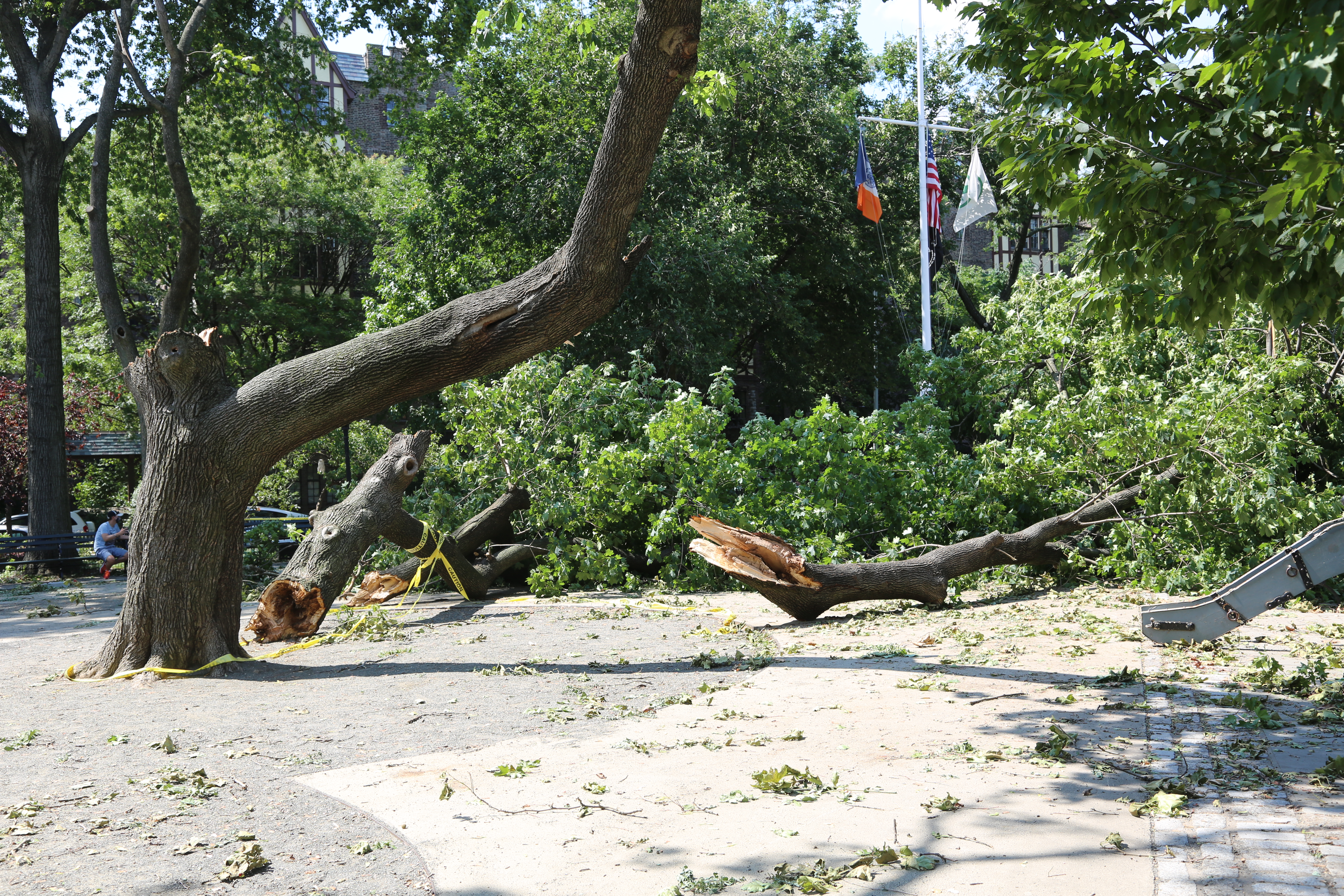
Ramas de arce rotas por los fuertes vientos en Manhattan.

Isaías fue el segundo ciclón tropical que afectó a los dos estados en un lapso de tres semanas después de la tormenta tropical Fay a principios de julio. En Nueva Jersey, la tormenta trajo una ráfaga de viento de hasta 109 mph (175 km/h) frente a la costa, así como fuertes lluvias, lo que provocó numerosos cortes de energía. Los vientos de la tormenta derribaron el campanario de una iglesia en Ocean City. Varios tornados continuaron aterrizando en toda la región, incluido un tornado EF1 de cuña grande que causó daños considerables en Strathmere y Marmora en Upper Township, Nueva Jersey. Otro tornado EF1 ocurrió en Barnegat Township, Nueva Jersey. En Wildwood, numerosas empresas y moteles perdieron sus techos debido a ráfagas de viento de más de 110 km/h (70 millas por hora). El servicio en varias líneas ferroviarias de NJ Transit se suspendió debido a los daños causados por la tormenta. Un hombre de 21 años se ahogó frente a la costa de Cape May, Nueva Jersey, debido a las fuertes corrientes de resaca y las fuertes olas. Un hombre en River Vale, Nueva Jersey murió luego de posiblemente electrocutarse por cables caídos mientras trabajaba en el jardín para limpiarse de la tormenta.
En la ciudad de Nueva York, una persona murió cuando un árbol cayó sobre su automóvil en Queens. El servicio del metro de la ciudad de Nueva York en las estaciones al aire libre se suspendió por la tarde, debido a vientos sostenidos superiores a 39 mph (63 km/h). También se suspendió el servicio a lo largo de los ferrocarriles de Metro–North y Long Island. Hubo más de 3,100 árboles derribados por la tormenta en Queens, lo que provocó cortes de energía y daños en las viviendas. Una mujer fue llevada al hospital en estado crítico luego de ser golpeada en la cabeza por la caída de una rama de un árbol en Brooklyn. Un edificio en Brooklyn se derrumbó parcialmente como resultado de los daños causados por la tormenta, lo que provocó evacuaciones. Los daños a los árboles fueron especialmente graves en el condado de Rockland.

#### Nueva Inglaterra
Se emitieron múltiples advertencias de tornado en toda Nueva Inglaterra con un tornado EF1 ocurriendo en Connecticut. La tormenta dejó a aproximadamente 700,000 residentes de Connecticut sin electricidad, incluidos 625,000 clientes de Eversource Energy y 123,000 clientes de United Illuminating Company. Los vientos más fuertes de Isaías a lo largo de su trayectoria se observaron en el monte Washington, que registró una ráfaga de 147 millas por hora (237 km/h), la ráfaga de viento más fuerte jamás registrada en la montaña en agosto. Dos personas murieron después de ser golpeadas por la caída de árboles en Naugatuck, Connecticut y North Conway, Nuevo Hampshire.

### Canadá

#### Quebec
El daño fue bastante mínimo en el este de Canadá. A las 8 a. m. EDT el 5 de agosto, 26.138 clientes de Hydro-Quebec habían perdido energía. En toda la provincia de Quebec, más de 38.189 hogares se quedaron sin electricidad debido a la tormenta tropical. En el punto más álgido de la tormenta, casi 75.000 personas se quedaron sin electricidad, más de la mitad de ellas en la Capitale-Nationale, donde los vientos rondaban los 70 kilómetros por hora (43 millas por hora). En Île d'Orléans, se registraron ráfagas de 91 km/h (56,5 mph). Más al oeste, Trois-Rivières recibió 100 milímetros (4 pulgadas) de lluvia y 120 milímetros (4,7 pulgadas) cayeron en Charlevoix.

## Sucesos
En Carolina del Norte, el gobernador Roy Cooper, recorrió el área afectada por el tornado EF3 en Windsor, Carolina del Norte, y dijo que era "devastador" ver lo que sucedió en el área. También se declaró el estado de emergencia en 13 condados de Nueva York debido a los daños causados por la tormenta. Miles de clientes en el área de los tres estados (NY-NJ-CT) permanecieron sin electricidad durante más de una semana después de la tormenta, y el gobernador Cuomo y la legislatura del estado de Nueva York iniciaron una investigación sobre las respuestas de diferentes empresas de servicios públicos. Se declaró el estado de emergencia en Connecticut debido a que 700.000 residentes se quedaron sin electricidad. El 6 de agosto, el gobernador Lamont activó la Guardia Nacional de Connecticut para ayudar con los esfuerzos de restauración de energía en el estado.